# K.k. landesbefugte Maschinenfabrik und Wagenbauanstalt Johann Spiering

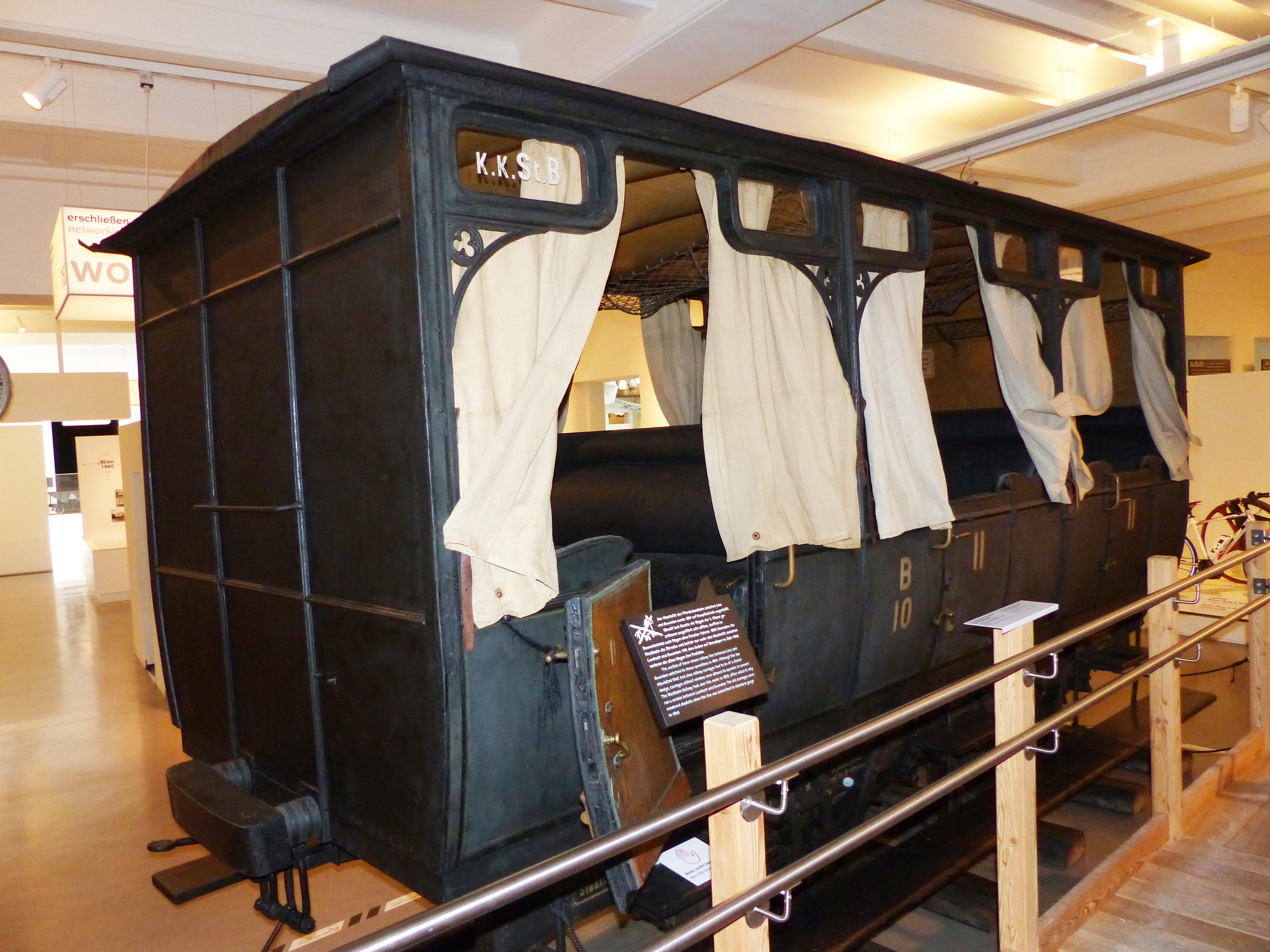
Personenwagen 2. Klasse der k.k. Staatsbahnen für den Sommerbetrieb, 1855

Die k.k. landesbefugte Maschinenfabrik und Wagenbauanstalt Johann Spiering, auch Maschinen- und Waggonbaufabrik Johann Spiering oder Spiering Wagen- und Straßenbahn-Bauunternehmung war ein österreichisches Maschinen- und Fahrzeugbauunternehmen in Wien. Der Firmensitz befand sich in der Taborstraße im 2. Wiener Gemeindebezirk Leopoldstadt. Das staatlich ausgezeichnete Unternehmen stellte in der zweiten Hälfte des 19. Jahrhunderts Pferdebahnwagen für verschiedene österreich-ungarische Straßenbahnbetriebe her, darunter die Erstlieferungen für die 1865 eröffnete Straßenbahn Wien, die 1868 eröffnete Straßenbahn Buda und die 1869 eröffnete Straßenbahn Temesvár. Auch die Kabinen der 1870 eröffneten Budapester Standseilbahn Budavári Sikló stammen von Spiering.

## Geschichte
Die Spiering`sche Fabrik entstand um 1820 und wurde 1849 von David Specker betrieben. Das Gebäude, aus dem die Straßenbahnwagen stammten, lag in der Taborstraße 76 und bestand aus einem ebenerdigen Wohnbau mit zwei Hoftrakten und einem doppelstöckigen Werkstattgebäude. 1881 wurde der linke Hoftrakt in eine Reitschule mit Stallungen umgebaut. Allerdings erfolgte schon nach etwa weiteren zehn Jahren ein Umbau für die Maschinenfabrik Ph. Mayfarth & Co. Der Werkstättentrakt wurde 1884 von H. Claus und M. Hinträger nach einem Feuerschaden für eine Metallsägefabrik wiederhergestellt. Allerdings ließ um 1900 die damalige Grundeigentümerin alle Gebäude abtragen und Mietshäuser errichten. Spiering errichtete aber noch mehrere Gebäude in der Leopoldstadt, wobei sich das wichtigste in der Oberen Augartenstraße 56 befand und von dem noch heute Reste erhalten sind.